# Pandemia de COVID-19 em São Cristóvão e Neves
A pandemia de COVID-19 em São Cristóvão e Neves é parte da pandemia viral em curso de COVID-19, causada pelo coronavírus da síndrome respiratória aguda grave 2 (SARS-CoV-2). Foi confirmado que o vírus chegou em São Cristóvão e Neves em 24 de março de 2020. Em 19 de maio, todos os casos de infectados haviam se recuperado, com a doença reaparecendo em 4 de julho. Em 10 de agosto, todos os casos foram recuperados novamente.